# 30. rozdanie nagród Złotych Malin
30. rozdanie nagród Złotych Malin za rok 2009, odbyło się 6 marca 2010 roku w Hollywood w Barnsdall Gallery Theatre, tradycyjnie na dzień przed Oscarową galą.
Maliny to corocznie przyznawane antynagrody dla najgorszych produkcji, ich twórców oraz aktorów.
W tym roku najwięcej nominacji otrzymały dwa filmy: Transformers: Zemsta upadłych Michaela Baya oraz Zaginiony ląd w reżyserii Brada Silberlinga, które to mogą się „pochwalić” siedmioma nominacjami. Szansę na sześć statuetek ma film G.I. Joe: Czas Kobry.
W tym roku, ogłoszone zostały również nominacje i nagrody dla najgorszego filmu, aktorki i aktora dekady (2000–2009).
Sandra Bullock „laureatka” nagrody dla najgorszej aktorki za rolę w filmie Wszystko o Stevenie pojawiła się osobiście na ceremonii po odbiór statuetki i rozdawała wśród publiczności płyty DVD z tym filmem.

## Laureaci i nominowani

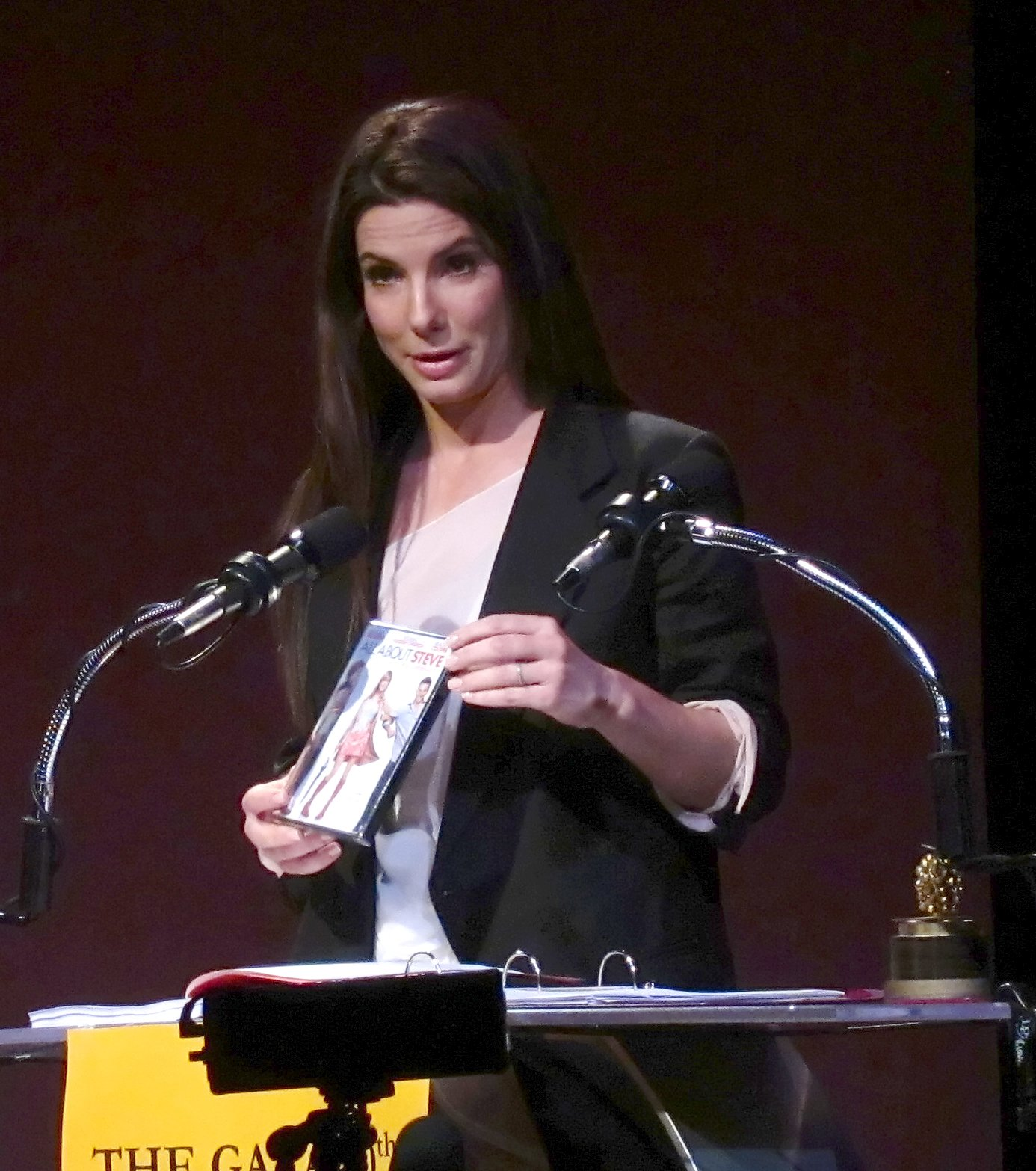
Sandra Bullock podczas odbierania swojej nagrody, 6 marca 2010 r.

Laureaci nagród wyróżnieni są wytłuszczeniem

### Najgorszy film roku
- Transformers: Zemsta upadłych
- Wszystko o Stevenie
- G.I. Joe: Czas Kobry
- Zaginiony ląd
- Stare wygi

### Najgorszy aktor
- Jonas Brothers − Jonas Brothers: Koncert 3D
- Will Ferrell − Zaginiony ląd
- Steve Martin − Różowa Pantera 2
- Eddie Murphy − Wyobraź sobie
- John Travolta − Stare wygi

### Najgorsza aktorka
- Sandra Bullock − Wszystko o Stevenie
- Beyoncé Knowles − Obsesja
- Miley Cyrus − Hannah Montana: Film
- Megan Fox − Zabójcze ciało i Transformers: Zemsta upadłych
- Sarah Jessica Parker − Słyszeliście o Morganach?

### Najgorszy aktor drugoplanowy
- Billy Ray Cyrus − Hannah Montana: Film
- Hugh Hefner − Miss marca
- Robert Pattinson − Saga „Zmierzch”: Księżyc w nowiu
- Jorma Taccone − Zaginiony ląd
- Marlon Wayans − G.I. Joe: Czas Kobry

### Najgorsza aktorka drugoplanowa
- Sienna Miller − G.I. Joe: Czas Kobry
- Candice Bergen − Ślubne wojny
- Ali Larter − Obsesja
- Kelly Preston − Stare wygi
- Julie White − Transformers: Zemsta upadłych

### Najgorsza ekranowa para
- Sandra Bullock i Bradley Cooper − Wszystko o Stevenie
- Dwóch (lub więcej) braci Jonas − Jonas Brothers: Koncert 3D
- Will Ferrell i każdy aktor lub stwór − Zaginiony ląd
- Shia LaBeouf i Megan Fox albo któryś z Transformersów − Transformers: Zemsta upadłych
- Kristen Stewart i Robert Pattinson albo Taylor Lautner − Saga „Zmierzch”: Księżyc w nowiu

### Najgorszy prequel, sequel, remake lub plagiat
- Zaginiony ląd
- G.I. Joe: Czas Kobry
- Różowa Pantera 2
- Transformers: Zemsta upadłych
- Saga „Zmierzch”: Księżyc w nowiu

### Najgorszy reżyser
- Michael Bay − Transformers: Zemsta upadłych
- Walt Becker − Stare wygi
- Brad Silberling − Zaginiony ląd
- Stephen Sommers − G.I. Joe: Czas Kobry
- Phil Traill − Wszystko o Stevenie

### Najgorszy scenariusz
- Ehren Kruger, Roberto Orci i Alex Kurtzman − Transformers: Zemsta upadłych
- Kim Barker − Wszystko o Stevenie
- Stuart Beattie, David Elliot i Paul Lovett − G.I. Joe: Czas Kobry
- Chris Henchy i Dennis McNicholas − Zaginiony ląd
- Melissa Rosenberg − Saga „Zmierzch”: Księżyc w nowiu

## Najgorsza twórczość dekady

### Najgorszy film dekady
- Bitwa o Ziemię (2000)
- Luźny gość (2001)
- Rejs w nieznane (2002)
- Gigli (2003)
- Wiem, kto mnie zabił (2007)

### Najgorsza aktorka dekady
- Paris Hilton − Muza i meduza, Dom woskowych ciał i Repo! The Genetic Opera
- Mariah Carey − Glitter
- Lindsay Lohan − Garbi: super bryka, Wiem, kto mnie zabił i Całe szczęście
- Jennifer Lopez − Oczy anioła, Nigdy więcej, Gigli, Dziewczyna z Jersey, Pokojówka na Manhattanie, Sposób na teściową i Powiedz tak
- Madonna − Śmierć nadejdzie jutro, Układ prawie idealny i Rejs w nieznane

### Najgorszy aktor dekady
- Eddie Murphy − Pluto Nash, Ja, szpieg, Wyobraź sobie, Mów mi Dave, Norbit i Showtime
- Ben Affleck − Daredevil, Dziewczyna z Jersey, Gigli, Zapłata, Pearl Harbor i Przetrwać święta
- Mike Myers − Kot i Guru miłości
- Rob Schneider − Zwierzak, Grzanie ławy, Deuce Bigalow: Boski żigolo w Europie, Babcisynek, Gorąca laska, Państwo młodzi: Chuck i Larry, Mały i Mały Nicky
- John Travolta − Bitwa o Ziemię, Teren prywatny, Numer stulecia, Stare wygi i Kod dostępu